# Kidd血型系统
Kidd血型系统是人类血型系统之一。决定该系统血型分型的抗原称为Kidd抗原（Kidd antigens）或Jk抗原（Jk antigens）。

## 发现
1951年，Allen等在一个姓Kidd的妇女血清中发现了一中新抗体，导致胎儿发生溶血性黄疸。该抗体对应的抗原被命名为Jka，这种血型系统则被命名为Kidd血型系统。1953年，Plaut等又发现了Jka对应的抗原Jkb。

## 决定基因
Kidd血型系统的决定基因位于18号染色体（18q12.3）的JK基因。该基因有一对共显性等位基因Jka和Jkb，分别编码抗原Jka和Jkb。